# 格蕾塔·斯卡基

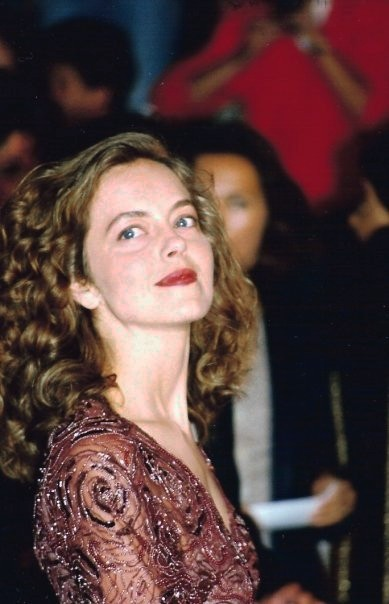
格蕾塔·斯卡基

格蕾塔·斯卡基（義大利語：Greta Scacchi，1960年2月18日—），女，意大利及澳大利亚演员。曾获得黄金时段艾美奖迷你影集／电视电影最佳女配角。